# Colegio Novecentista
El Colegio Novecentista fue una asociación de jóvenes intelectuales argentinos estudiantes o egresados agrupados con el objetivo de poner fin al dominio del positivismo en las universidades de Buenos Aires y La Plata. Existió entre 23 de junio de 1917 y al menos 1921, cuando Eugenio d'Ors lo visitó.

## Historia y actividades
Promovido por Coriolano Alberini (que redactó el texto fundacional del grupo) y Alejandro Korn, contó entre sus miembros a Adolfo Korn Villafañe, Benjamín Taborga, José Gabriel, Héctor Ripa Alberdi y Tomás D. Casares. Su intención, aparte de combatir el ya desafasado positivismo decimonónico, empeñado en mecanizar el mundo y materializar al hombre, fue inculcar los ideales del Novecentismo español en Argentina, definido por el filósofo español Eugenio D’Ors "Xenius" y resumido en Carlos d' Ors El Noucentisme. Presupuestos ideológicos, estéticos y artísticos (Madrid, Cátedra, 2000).
Los miembros no podían ser menos de tres ni más de treinta (el máximo que alcanzó fue dieciocho, que ya eran doce en 1919), debían ser propuestos por al menos uno de los integrantes y ser aceptados por la Asamblea, bastando tres votos en contra para que la solicitud fuese denegada. El Colegio sufrió bajas e incorporaciones diversas a lo largo de su corta vida; en su fundación destacaron miembros como Julio Noé (encargado de negocios), Carlos Malagarriga (secretario) y Carlos Bogliolo (tesorero). Entre los primeros miembros estaban Santiago Baqué, César Fernández Moreno, Carmelo Bonet, Roberto Gaché, Vicente D. Sierra, Alfonso de Laferrere, José Catarell Dart, Víctor Juan Guillot y Lidia Peradotto, la única mujer. Algunos de sus miembros convocaron seminarios y dictaron conferencias. Recibieron el apoyo del Instituto  Social  de  Conferencias, el Museo Social Argentino y La Institución Cultural  Española, responsable de la llegada al país  de José Ortega y Gasset, Santiago Ramón y Cajal, Ramón Menéndez Pidal y Rafael Altamira. Promovió el idealismo crítico del neokantiano Hermann Cohen, el intuicionismo de Henri Bergson, y las filosofías de Benedetto Croce, Carlyle, Ralph Waldo Emerson, Giovanni Gentile, William James y José Ortega y Gasset, entre otros, aparte sea la indudable influencia de la estética y filosofía que el ensayista Eugenio d'Ors extendía en sus Glosas.
Anunciaron la edición bimestral de obras de escritores argentinos y extranjeros (con preferencia de publicación para los socios) de las que sólo se llegaron a publicar cinco volúmenes, cuyos autores eran miembros activos de la institución: La otra Arcadia, libro de versos de Teófilo de Sais; Impresiones, de Alberto Britos Muñoz; El irredimido, de Adolfo Korn Villafañe; Cantos, de Jorge M. Rohde; y La religión y el Estado, de Tomás D. Casares. Se incorporaron más tarde entre los miembros Vicente Pessolano, el germanista Juan Probst, Roberto Romariz Elizalde, Luis Magnanini, Santiago Biggi, Ventura Pessolano, Álvaro Melián Lafinur.
Sin embargo, quedó claro que el Colegio Novecentista se movería entre el reconocimiento de algunos aspectos de la tradición cultural heredada y el rechazo al dominio que ésta ejercía en el país. Esto se vio en los primeros números de Cuaderno, una publicación periódica que editó entre julio de 1917 y julio de 1919. El grupo creado por Alberini fue uno de los núcleos ideológicos de la Reforma Universitaria en Argentina. Según Fuentes Codera, en esta reforma predominaban tres elementos:
1. La reacción antipositivista y contra algunos de sus teorizadores, como José Ingenieros, a quien Juan Probst calificaba de "hispanófobo y comefrailes".[3]
2. La promoción de las filosofías de la conciencia
3. La divulgación de una “nueva sensibilidad” espiritualista.

Pero en el seno del movimiento existían dos tendencias que desgajaban sus propósitos iniciales: los que pensaban que el orden liberal estaba agotado y los que creían que tenía que ser restaurado.